# Арарат

Гора Арарат 3D

Арара́т (арм. Արարատо файле и арм. Մասիս (Масис), тур. Ağrıо файле, курд. Agirî) — вулканический массив на востоке Турции; самая высокая вершина Турции и Армянского нагорья, относящаяся к стратовулканам. Находится в Ыгдыре по правому берегу среднего течения реки Аракс в 16 километрах от границы с Ираном, в 32 километрах от границы с Арменией.
Состоит из двух слившихся основаниями конусов спящих вулканов: Большого Арарата и Малого Арарата. Высота Большого Арарата — 5165 метров над уровнем моря, высота Малого Арарата — 3896 метров (согласно другим источникам — 3925 м). Расстояние между соседними конусами составляет 11 км.
Несмотря на то, что гора находится за пределами современной Армении, она является главным национальным символом Армении и считается священной горой армян. Изображена на гербе Армении вместе с Ноевым ковчегом.

## Этимология
Исидор Севильский (560—636 гг. н. э.) в начале VII века писал: «Арарат — одна из гор Армении, и на ней остановился ковчег».
Г. Шольц считал, что этимология Арарата связана с названием армянской провинции Айрарат, в центральной части которой располагается сама гора и объяснял значение слова как «святая земля».
И. Шрадер связывал название горы с упомянутыми в ассирийских клинописях Араратским царством и объяснял это слово как «горная страна».
Ряд авторов склонны считать, что термин «Арарат» в видоизмененной форме «Урарту» в семитских текстах восходят к прото-армянскому слову «Арар» (сотворение, создание, или нечто, созданное Творцом — «Араричем») с добавлением распространенного на Армянском нагорье топонимического элемента «ат» («бацат» (поляна), «анапат» (пустыня) и т. д.)
Согласно «Библейской энциклопедии Брокгауза», название «Арарат» было дано массиву и составляющим его горам европейцами; в XIX веке это название было устоявшимся среди европейских географов. Джеймс Брайс в 1876 году отмечал в путевых заметках, что «местным народам (армянам, туркам, татарам и персам) Арарат не известен под таким названием». Согласно Брайсу, название «Арарат» ко времени написания заметок начинало распространяться среди местного населения в связи с бо́льшим использованием ими русского языка. В то же время Дэвид Рол отмечает, что «никто из жителей этих мест, за исключением армян, в древности не считали этот громадный конус, который мы называем Араратом… тем местом, где пристал к земле Ноев ковчег… при этом армяне, называя большую вершину Масисом, все горы в округе, включая указанный горный массив, именуют общим термином — Араратские горы»
Армянский автор XIII века Ованес Ерзнкаци Плуз (1230—1293 гг.) указывает название горы следующим образом: «Возвышающийся над Араратскими горами Масис — пристанище Ковчега»
Ещё ранее, в III веке, аналогичную формулировку приводит Епифаний Кипрский: «Он (ковчег) утвердился на Араратских горах, на вершине Масис»
Согласно «Иранике», название «Арарат» было дано горе на основе библейского предания о Ноевом ковчеге: так как Арарат является самой высокой вершиной региона, то, по мнению европейцев, Ноев ковчег должен был пристать именно к нему (см. раздел Арарат в Библии).
Согласно автору IV века Иерониму Блаженному, «Арарат — равнинная страна в составе Армении, по которой протекает река Аракс. Она необычайно плодородна и доходит до склонов Тавра. Следовательно, Ковчег, посредством которого спаслись Ной и его сыновья… остановились на вершинах, которые властвуют над Араратской долиной»
Роберт Томсон объясняет происхождение названия горы смешением с названием древней армянской провинции Айрарат. В целом, слово «Арарат» происходит от ассирийского названия государства и народа Урарту.

### Местные названия Арарата
- Традиционное армянское название Арарата — Масис (арм. Մասիս). По мнению арменоведа Армена Петросяна, оно восходит к названию священной горы аккадской мифологии Mašu — «близнец», что отражает две вершины горы. Подобное объяснение соотносится с этимологией названия страны Erkuaḫi (от арм. erku — «два»), которая находилась в районе горы Арарат и входила в состав древнеармянского объединения Этиуни в эпоху Урарту[20]. А. П. Новосельцев предполагал, что слово Масис имеет иранское происхождение и само по себе означает «великий, большой», так как по-среднеперсидски масист — «самый большой»[21]. Армянская народная этимология, приводимая Мовсесом Хоренаци в «Истории Армении», возводит слово Масис к имени легендарного армянского царя Амасии. По мнению Джеймса Рассела, его имя в народной этимологии происходит от названия города Амасья[22].

По мнению ряда современных исследователей, название «Масис» имеет более древнюю этимологию и восходит к названию «Масу», которым в шумерских клинописях называли «священную гору в стране Аратта», на которой, согласно шумерским текстам, остановился «Ковчег Зиусудры» (прообраз библейского Ноя).
- Турецкое название Арарата — Агрыда́г или Агры-Даг (тур. Ağrı Dağı), «кривая гора»[19] или «гора боли» (от тур. Ağrı — «боль, скорбь»[21]). По мнению Джеймса Расселла, тур. Ağrı родственно тур. ağır «тяжёлый» и является переводом среднеиранского *masi-, восходящего через староиранский к младоавестийскому mas- — «длинный, большой»[22]. Согласно изданному в 1865 году «Географическо-статистическому словарю Российской Империи», Арарат и Агрыдаг, находящиеся в Русской Армении, являются разными горами, имеющими отличную друг от друга высоту и место расположения[25].
- Персидское название Арарата — Кухи-Нух (перс. کوه نوح‎), «гора Ноя».
- Арабское название Арарата — Джабал-аль-Харет (Jabal al-Ḥāreṯ), «гора пахаря»[16].
- Курдское название Арарата — «Агри» (курд. Çiyayê Agirî, что переводится с курдского языка как «Огненная гора» и свидетельствует о вулканическом происхождении Арарата); есть и второе название — Чия Гри — которое переводится с курдского языка как «Плачущая гора».

## Строение
Расстояние между вершинами Большого и Малого Арарата составляет 11 км. Вулканы разделены Сардар-Булакской седловиной. Основание обеих вершин имеет протяжённость около 130 км в окружности. Сложен кайнозойскими базальтами. Склоны пустынны, образованы выветренными лавовыми потоками. В массиве имеется около 30 ледников (самый крупный — ледник Святого Якова, длиной около 2 км). Большой Арарат от 4250 м и выше покрыт вечными снегами.
Высота над уровнем моря вершины Большого Арарата составляет 5165 м, Малого — 3896 м.
Примечателен тот факт, что несмотря на свою массивность и наличие вечных снегов и ледников, Араратские горы не дают начала ни одной реке.

## Извержения
Вероятно, Арарат проявлял активность в III тысячелетии до нашей эры; под отложениями пирокластических потоков были найдены артефакты раннего бронзового века и останки человеческих тел.
Последнее извержение Арарата произошло 2 июля 1840 года; оно сопровождалось землетрясением. В результате землетрясения и схода лавины оказались разрушены монастырь Святого Якова и деревня Ахури, расположенные на горе; с тех пор на Арарате нет постоянных поселений.
Об этом извержении упоминает Сергей Меч в дореволюционном учебнике географии России:

Въ послѣдній разъ вулканическія силы Арарата напомнили о себѣ въ 1840 г., когда погибло нѣсколько тысячъ человѣк въ окрестныхъ городахъ и селеніяхъ отъ потоков воды и грязи, хлынувшихъ съ Арарата, и отъ предшествовавшихъ имъ ударовъ землетрясенія.

## Восхождения на Большой Арарат
Первое задокументированное в новейшие времена восхождение на Большой Арарат совершил 27 сентября (9 октября) 1829 года профессор Дерптского университета Иоганн Фридрих Паррот в рамках исследовательской экспедиции на Арарат через год после заключения Туркманчайского мирного договора, по которому вершина Арарата перешла от Персии к Российской империи. Вместе с Парротом на вершину поднялась сопровождающая его группа: переводчик и проводник Хачатур Абовян, двое солдат 41-го егерского полка — Алексей Здоровенко и Матвей Чалпанов, а также двое крестьян из села Ахури — Ованнес Айвазян и Мурад Погосян.
«Мы прошли без пауз ещё несколько холмов, и тут повеяло дыханием вершины: я прошёл через очередной горб склона, и — перед моим пьяным от радости взором, без сомнения, лежал ледяной шатёр вершины Арарата. Однако было необходимо последнее напряжение сил, чтобы с помощью ступенек преодолеть ещё один ледник… И вот мы стоим на вершине Арарата — 15 часов 15 минут, 27 сентября 1829 года!»

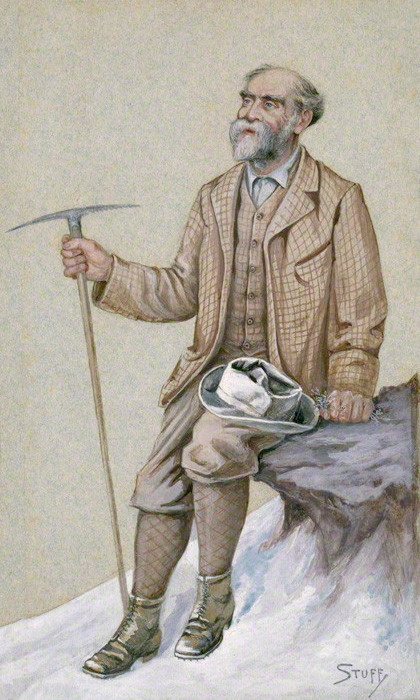
Джеймс Брайс совершил первое одиночное восхождение на Арарат 12 сентября 1876 года
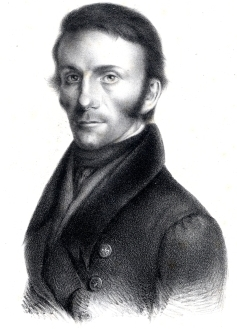
Иоганн Фридрих Паррот совершил первое восхождение на Арарат вместе с Хачатуром Абовяном 27 сентября (9 октября) 1829 года
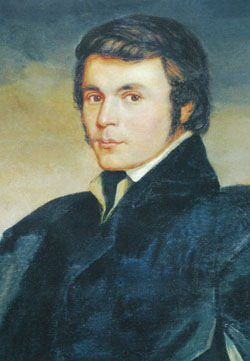
Хачатур Абовян первым в мире совместно с И. Парротом покорил гору Арарат

### Восхождения в одиночку
Первое восхождение в одиночку, за 24 часа совершил Джеймс Брайс 12 сентября 1876 года. Русский топограф Андрей Пастухов поднимался на Арарат в 1893, 1894 и 1895 годах. Восхождение в одиночку на Арарат совершил А. Абелян 14 сентября 1896 года. Первое зимнее восхождение в одиночку совершил бывший председатель Федерации альпинизма Турции Бозкурт Эргёр 21 февраля 1970 года.

## В Библии

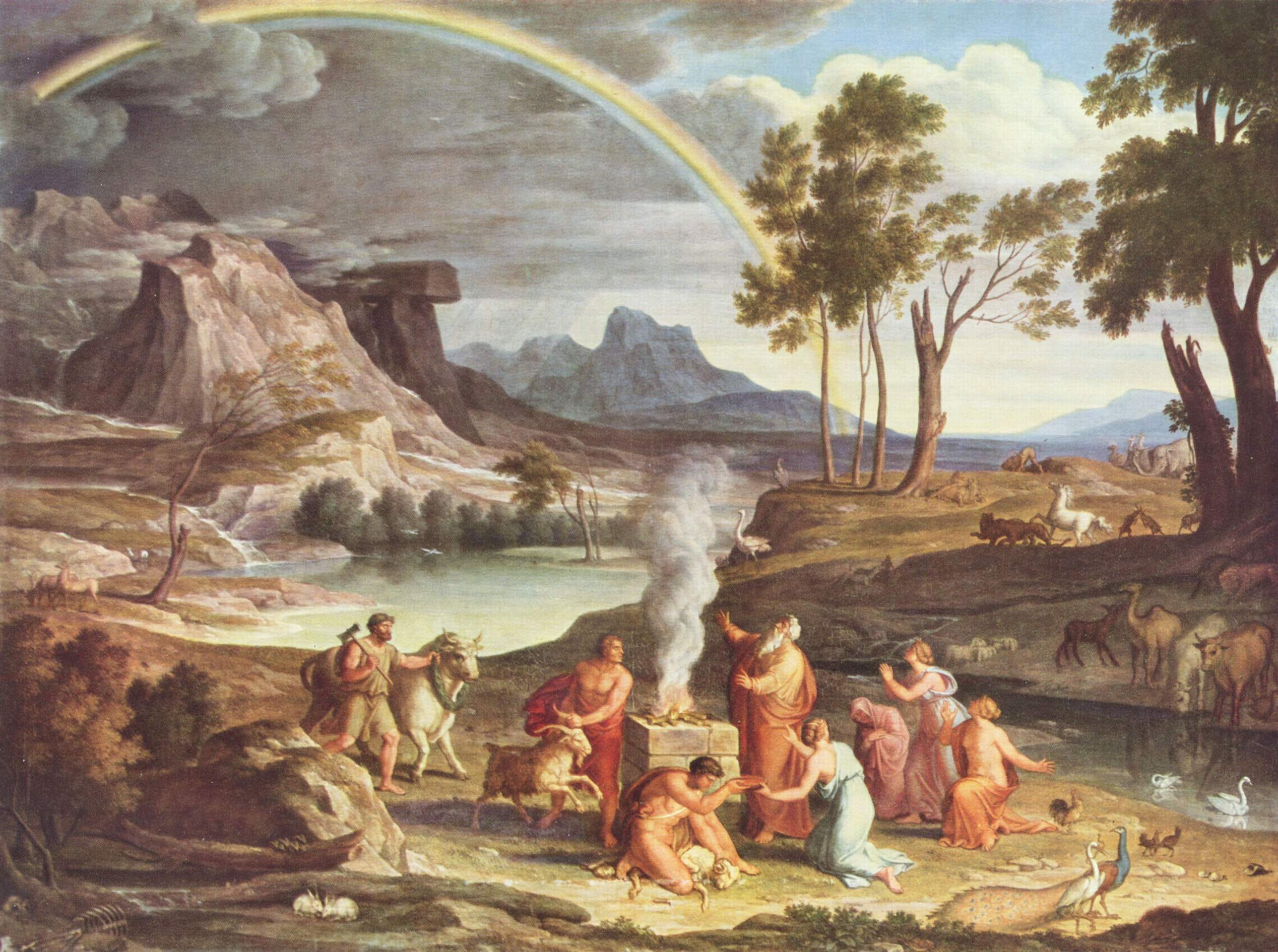
Йозеф Антон Кох, Пейзаж с жертвоприношением Ноя, 1803 г. На заднем плане видна гора с ковчегом на вершине.

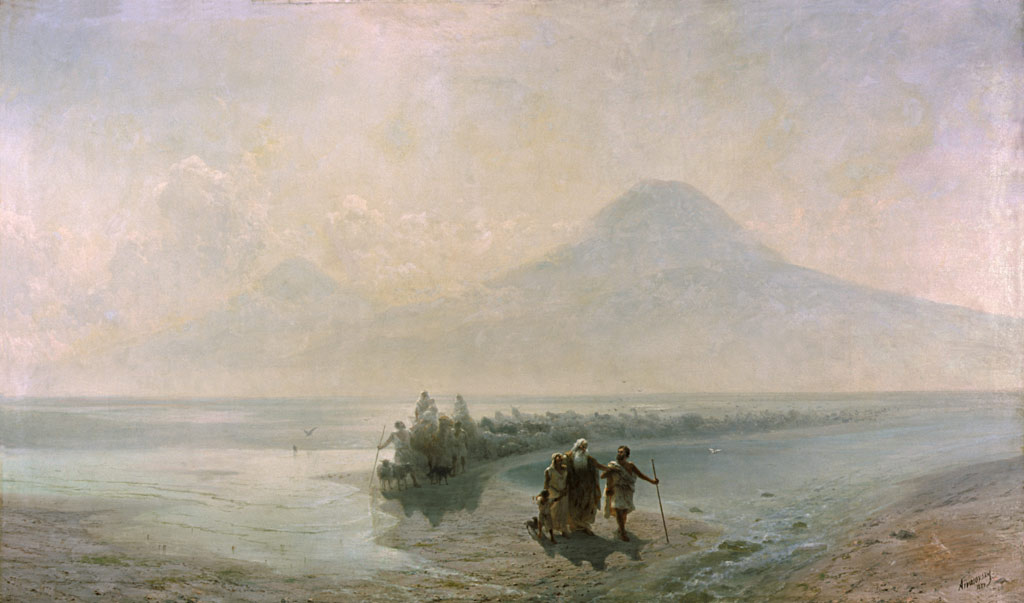
Сошествие Ноя с Арарата, Иван Айвазовский, 1889 год

В Библии упоминаются «горы Араратские». Согласно современным представлениям, речь идёт об Урарту — местности на севере Ассирии и, в другое время, государстве севернее Ассирии. Ноев ковчег, согласно Библии, сел на мель на одной из гор земли Араратской (Быт 8:4): 
И остановился ковчег в седьмом месяце, в семнадцатый день месяца, на горах Араратских.
 Согласно Библейской энциклопедии Брокгауза, ничто не указывает на то, что ковчег пристал именно к современной горе Арарат.
Есть версия, что сказание о всемирном потопе, описываемое в Библии, связано с месопотамскими преданиями. Однако, в целом, разные варианты сказания о всемирном потопе встречаются среди многих народов, вплоть до Австралии, островов Океании и индейских племён, что может говорить о более древнем источнике. Подробнее см. Сказания о Всемирном потопе. Согласно Новосельцеву, месопотамский миф о потопе был в ассирийский период связан с южными отрогами Армянского нагорья. Иосиф Флавий в I в н. э. сообщал, ссылаясь на халдеянина Бероса, что остатки ковчега сохранились «в Армении на горе Кордуйской» — согласно Новосельцеву, в Кордиенских горах, то есть горном хребте, непосредственно примыкающем с севера к Месопотамской равнине.
По мнению Новосельцева, отождествление горы Ноя с современным Араратом, по-видимому, сложилось после V века в церковных кругах вне Армении, откуда оно попало и в эту страну. Согласно Православной энциклопедии, лишь начиная с XI—XII вв. армянской, а затем и другими традициями, Масис (армянское название Арарата) стал отождествляться с местом, где пристал Ноев ковчег.
В развитие этой традиции европейцы дали горе название «Арарат» (см. раздел Этимология).
Вокруг этой традиции у местных народов сложился комплекс легенд. Арарат является священным местом для армян (см. также раздел Арарат как символ Армении). Персидская легенда называет Арарат колыбелью человечества. Считалось, что деревня Ахури на склоне Арарата находится на месте, где Ной построил алтарь и посадил первый виноградник, а её название выводили из армянского «он посадил лозу»). Название города Маранд выводили из армянского «здесь находится мать» и считали местом смерти и захоронения жены Ноя. Название города Нахичевань трактовали как «он впервые сошёл» и идентифицировали с местом высадки Ноя. Считалось, что на вершине горы халдеи поклонялись звёздам, и трое из них последовали за Вифлеемской звездой к месту рождения Иисуса Христа.

### Святой Яков и недосягаемость вершины Арарата

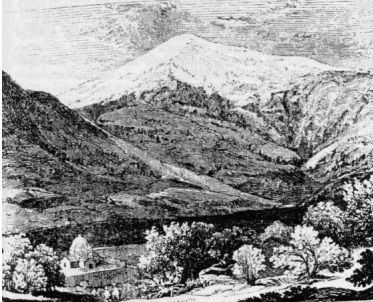
Армянский монастырь св. Якова на склоне горы Арарат. Зарисовка Ф. Паррота 1829 года

С XIII века европейцам известна армянская легенда о Святом Якове (Агопе) (являющаяся адаптацией более ранней легенды о Святом Иакове Низибийском, в которой упоминается гора Джуди). Этот монах страждал подняться на вершину горы и поклониться ковчегу, который был виден в хорошую погоду. Трижды пытался он взойти на вершину, но, поднявшись на большую высоту, каждый раз засыпал, а проснувшись, он обнаруживал себя у подножия горы. После третьей попытки ему во сне явился ангел и сказал, что Бог запретил смертным восходить на священную вершину и касаться ковчега. Но в награду за стремление к святыне ангел даровал монаху кусок дерева, из которого был сделан ковчег. Святому Якову был посвящён монастырь, расположенный выше деревни Ахури (деревня и монастырь были полностью разрушены в 1840 году, см. раздел Извержения).
Невозможность достичь вершины Арарата была, по словам Джеймса Брайса, «почти частью вероучения» армянской церкви. Двое из сопровождавших Паррота (см. раздел Восхождения на Арарат) армян после восхождения утверждали, что поднялись на большую высоту, но не на вершину. Похожая история произошла и с другим покорителем Арарата — Абихом — в 1845 году. Группа англичан, поднимавшихся на гору в 1856 году, получили заверения от курдов и турок, что вершина недосягаема. По мнению Брайса, в 1876 году ни один человек, живущий в зоне видимости Арарата (за исключением, возможно, какого-нибудь хорошо образованного российского чиновника в Ереване), не сомневался, что после Ноя никто не ступал на вершину горы. После восхождения на Арарат, Брайс посетил Эчмиадзин, где был представлен управляющему им архимандриту. В ходе беседы Брайс сообщил, что взошёл на гору. Переводчик сказал архимандриту: «Этот англичанин говорит, что был на вершине Масиса». Тот с улыбкой ответил: «Нет, этого не может быть. Никто никогда там не был. Это невозможно».

## Геополитическое положение

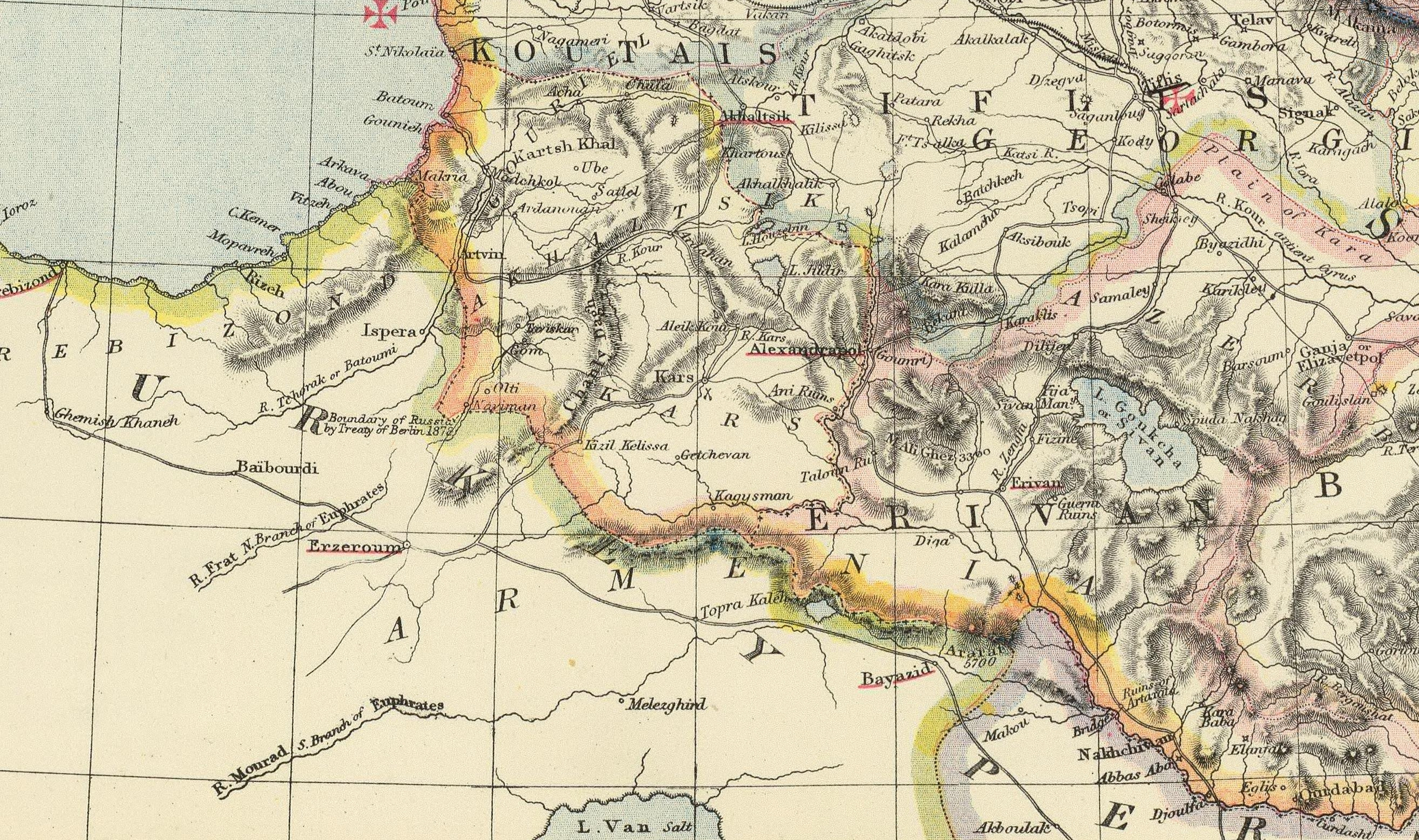
Арарат (Большой и Малый) — место соприкосновения границ трёх империй, вторая половина XIX века

Между XVI и XVIII веками район Арарата находился на границе между Османской империей и Персией. Вершина и северные склоны Большого Арарата и восточные склоны Малого Арарата контролировались Персией.
По условиям Туркманчайского мирного договора 1828 года, вершина Большого Арарата и его северные склоны перешли к Российской империи, а южные склоны Малого Арарата стали местом, где сходились границы всех трёх империй, при этом вершина горы также перешла в состав России. По словам Джеймса Брайса, это не было случайностью, а являлось отражением политического значения названия горы и ассоциаций с библейской легендой. Советники Николая I настояли на включении Большого Арарата в российскую территорию, так как обладатель вершины пользовался глубоким уважением, которое все окружающие народы испытывали к ней.
По условиям Московского договора 1921 года, Сурмалинский уезд Эриванской губернии, на территории которого находился Большой Арарат, перешёл к Турции. В 1932 году было заключено турецко-персидское соглашение, по которому часть восточного склона Малого Арарата (5 или 6 км от вершины) была передана Турции. Таким образом, обе вершины сейчас находятся на турецкой территории.
В 1927—1930 гг. существовала Араратская Курдская Республика — одно из курдских государственных образований в новейшее время.

## Арарат как символ Армении
Арарат считается едва ли не самым известным символом Армении.
Известный художник-маринист Иван Айвазовский изображал гору Арарат не менее десяти раз. На выставке в Париже на вопрос о наличии в его творчестве армянских видов Айвазовский ответил: «Вот наша Армения» и подвёл к картине «Сошествие Ноя с горы Арарат».
Впервые гора появилась на гербе Армении после провозглашения независимой Демократической Республики Армения в 1918 году, которая также называлась «Араратской республикой». Арарат присутствовал на эмблеме Закавказской Федерации, на гербе Армянской ССР, присутствует на современном гербе Республики Армения, будучи дополненным изображением Ноева ковчега.
Территория, на которой находится Арарат, перешла от Армянской ССР (образованной 29 ноября 1920 года) к Турции по Московскому и Карсскому договорам 1921 года. По легенде, в ответ на протест турецкого правительства против того, что на гербе Армянской ССР изображён Арарат, не являющийся частью Армении, нарком иностранных дел Чичерин ответил: «На флаге Турции изображён полумесяц, но Луна не является частью Турции».
|                                |                                     |                    |                         |
| Герб Первой Республики Армении | Эмблема ЗСФСР на банкноте 1922 года | Герб Армянской ССР | Герб Республики Армения |

## Арарат в армянской мифологии
Существовало поверье, что вода из горного источника помогает вызвать птицу тетагуш, уничтожающую саранчу.
В армянской мифологии существует ряд мифов и легенд, связанных с горой Арарат, именуемой по-армянски также как Масис (арм. Մասիս). Согласно одной армянской легенде, горы Масис и Арагац были любящими сёстрами, но однажды Масис поссорилась со своей сестрой Арагац. Помирить сестёр пыталась гора Марута, однако её попытки не увенчались успехом. После чего, последняя наложила проклятие на сестёр. Масис и Арагац должны были разлучиться навек и никогда больше друг друга не видеть.
В древнейших армянских мифах Масис (или Чёрная гора[уточнить], как ещё часто именуют Арарат) — жилище змей и вишапов («драконов»).
Согласно древнеармянскому эпосу «Випасанк», армянский царь Тигран I Ервандуни, победив мидийского царя Аждахака, взял в плен его жену Ануйш и многих мидиян. Мидияне, отождествляемые с вишапидами, то есть с детьми вишапов Аждахака и Айнуш, были поселены Тиграном за восточным хребтом Масиса. У подножия Масиса жили потомки вишапов (вишапазунк, вишапиды), под предводительством главного вишапа Аргавана.
Согласно другому мифу, одному из его вариантов, сын царя Арташеса, Артавазд, по проклятию отца во время охоты на горе Масис, был захвачен каджами и в оковах заключён в пещеру. Две собаки беспрестанно грызут его цепи и он силится выйти и положить конец миру. Но от ударов кузнечных молотов оковы снова укрепляются. По другому варианту, некий герой Артавазд заключён злыми духами. По преданию он когда-нибудь освободится от заключения и завладеет всем миром. На вершине Масиса живёт царь змей с драгоценным камнем на голове. Раз в семь лет все змеи, обитающие вокруг Масиса, являются к своему царю.
В некоторых армянских версиях мифа о всемирном потопе, ковчег Ксисутра (Ноя) остановился на горе Масис. С вершины Масис Ксисутр спустился на землю.

## На денежных знаках
Арарат изображался на денежных знаках Турецкой Республики и Республики Армения.
|                           |                            |                                                 |
| Турецкая лира (1972—1986) | Армянский драм (1993—2004) | Коллекционная банкнота «Ноев ковчег» — 500 драм |

## Факты
- В 1930 году на склонах Арарата был длительный степной пожар. От его дыма наблюдалась мгла в бассейне озера Севан[52].

## Галерея

### В изобразительном искусстве

Европейское
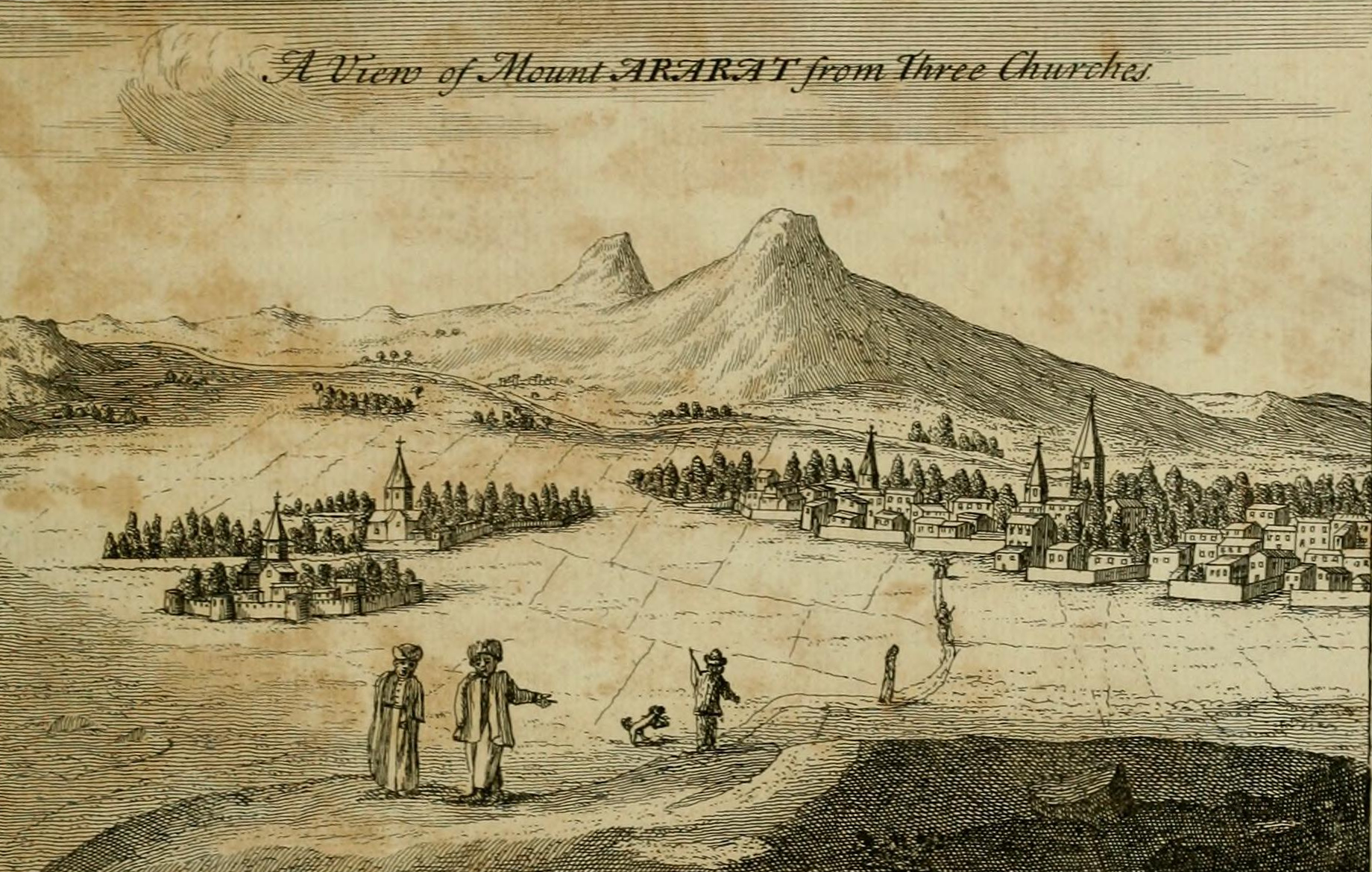
Жозеф Питтон де Турнефор, 1718
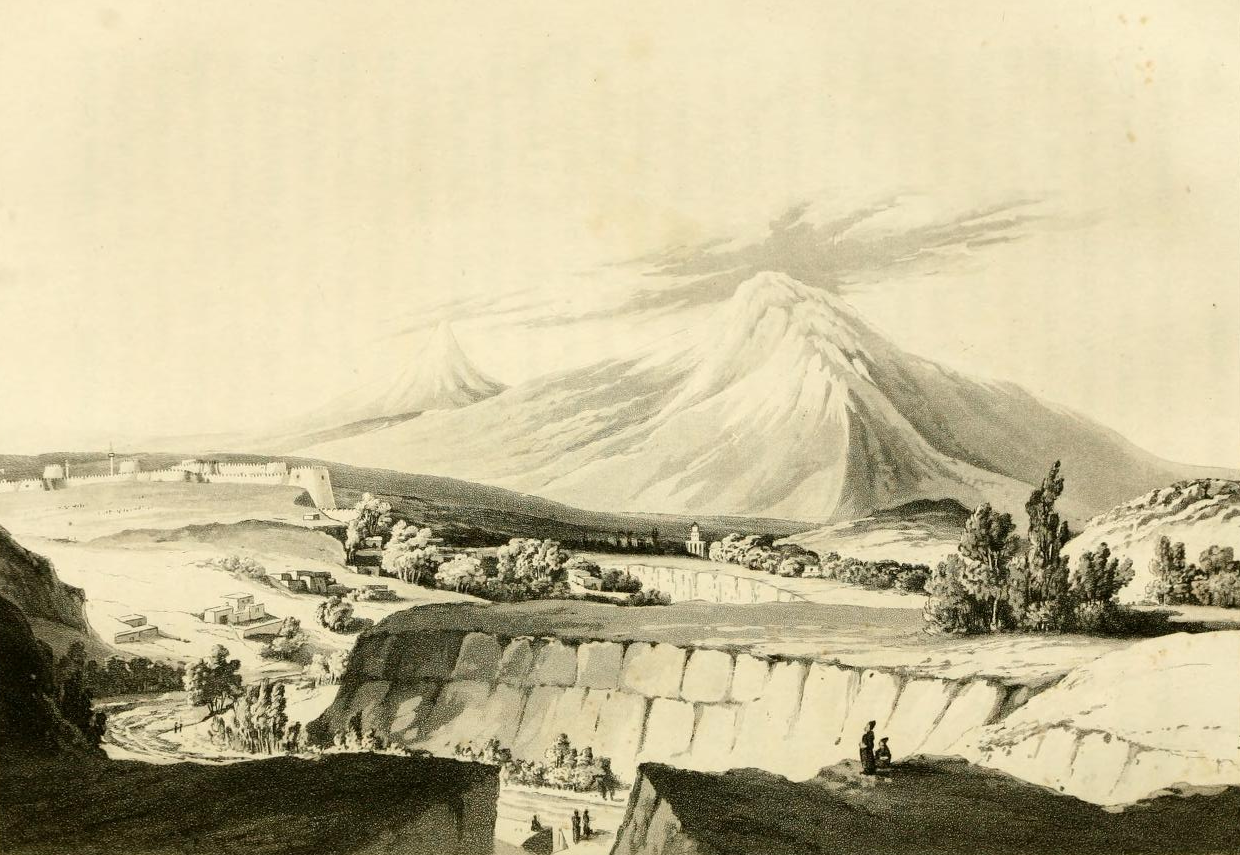
Роберт Кер Портер, 1821
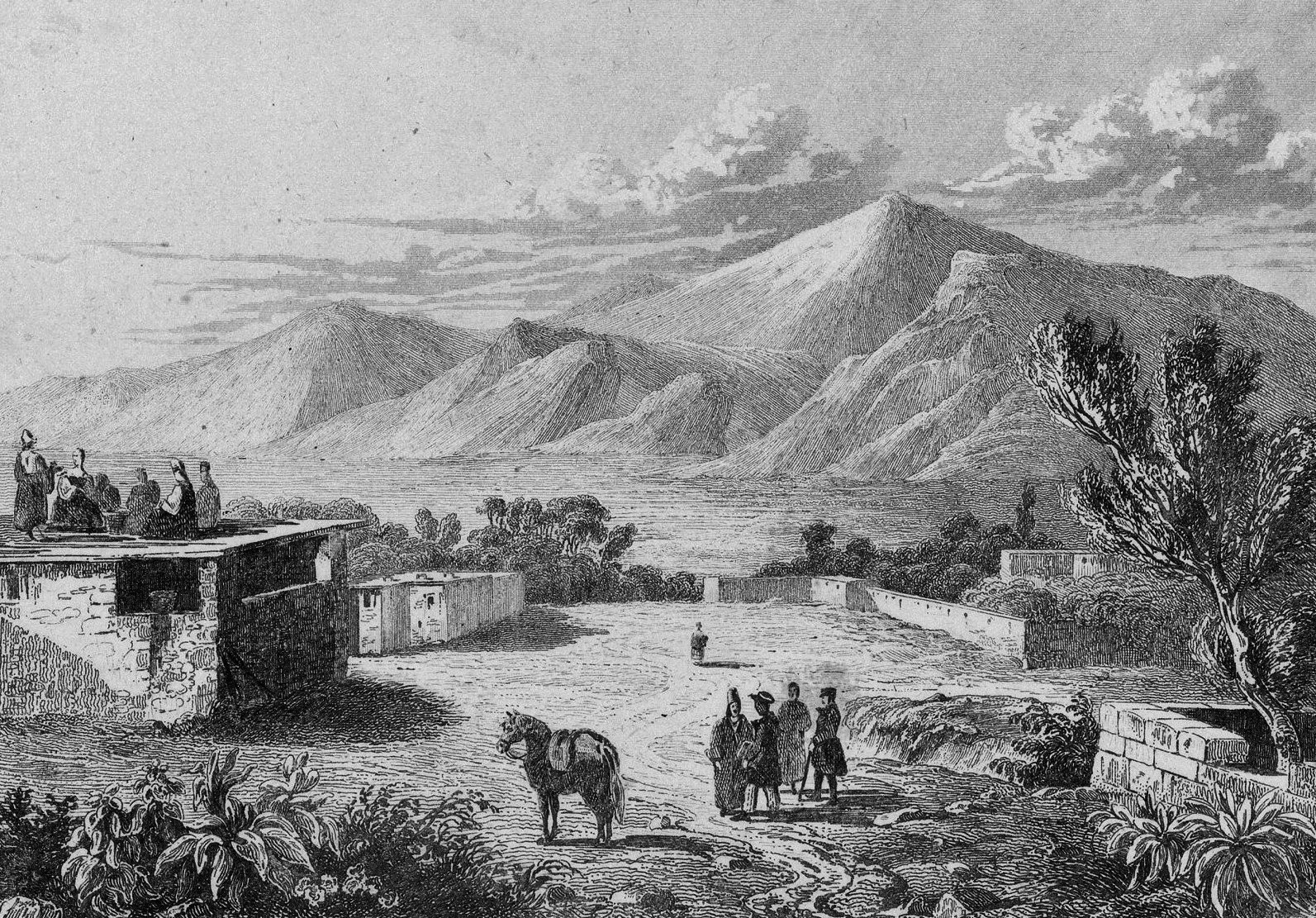
L'Univers Pittoresque, «Вид на Малый и Большой Арарат с татарской[прим. 1] деревни Сирбаган», 1838 год
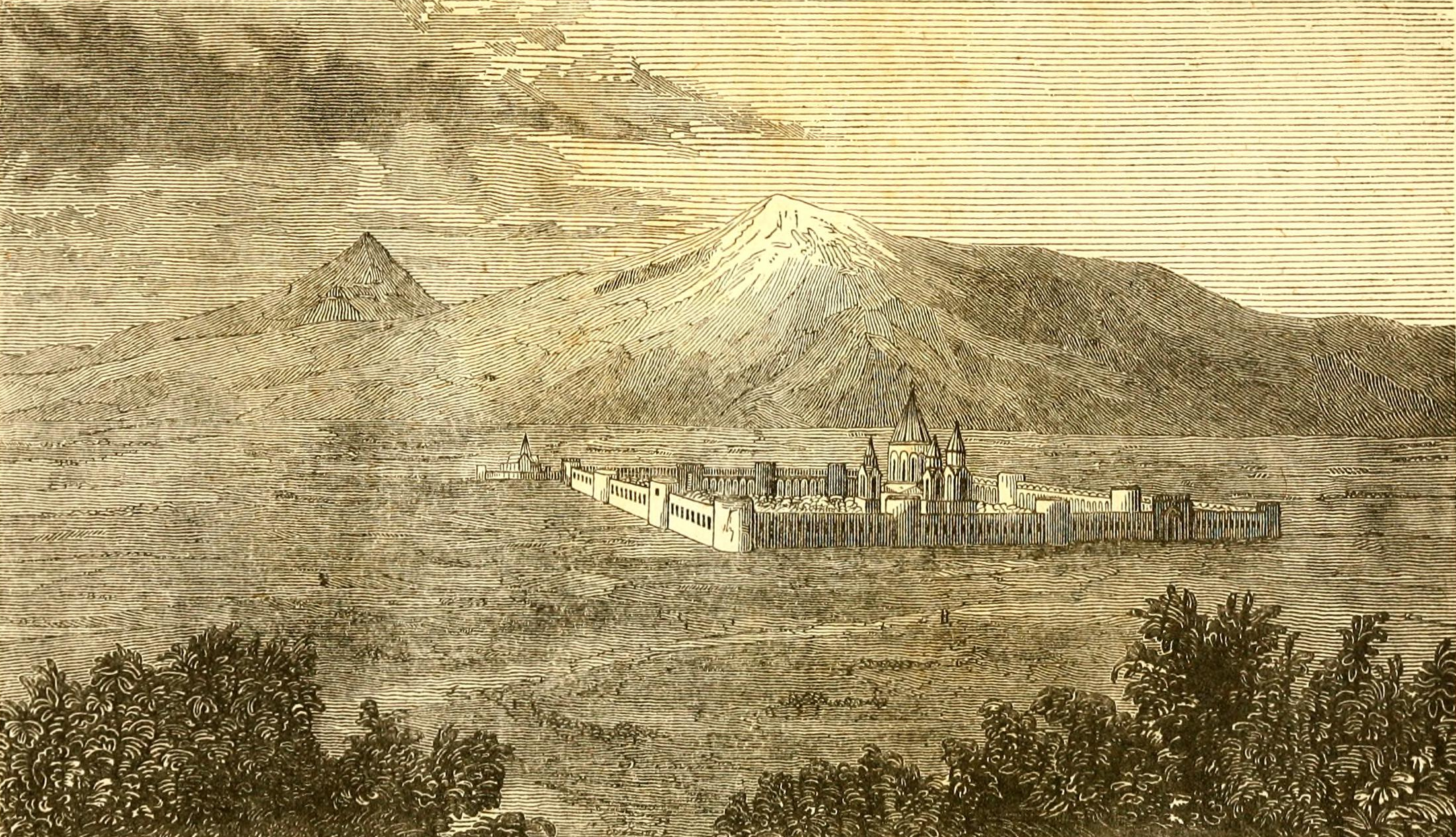
«Вид Арарата и Эчмиадзинского кафедрального собора», с английского перевода 1846 года Путешествия к Арарату Иоганна Фридриха Паррота
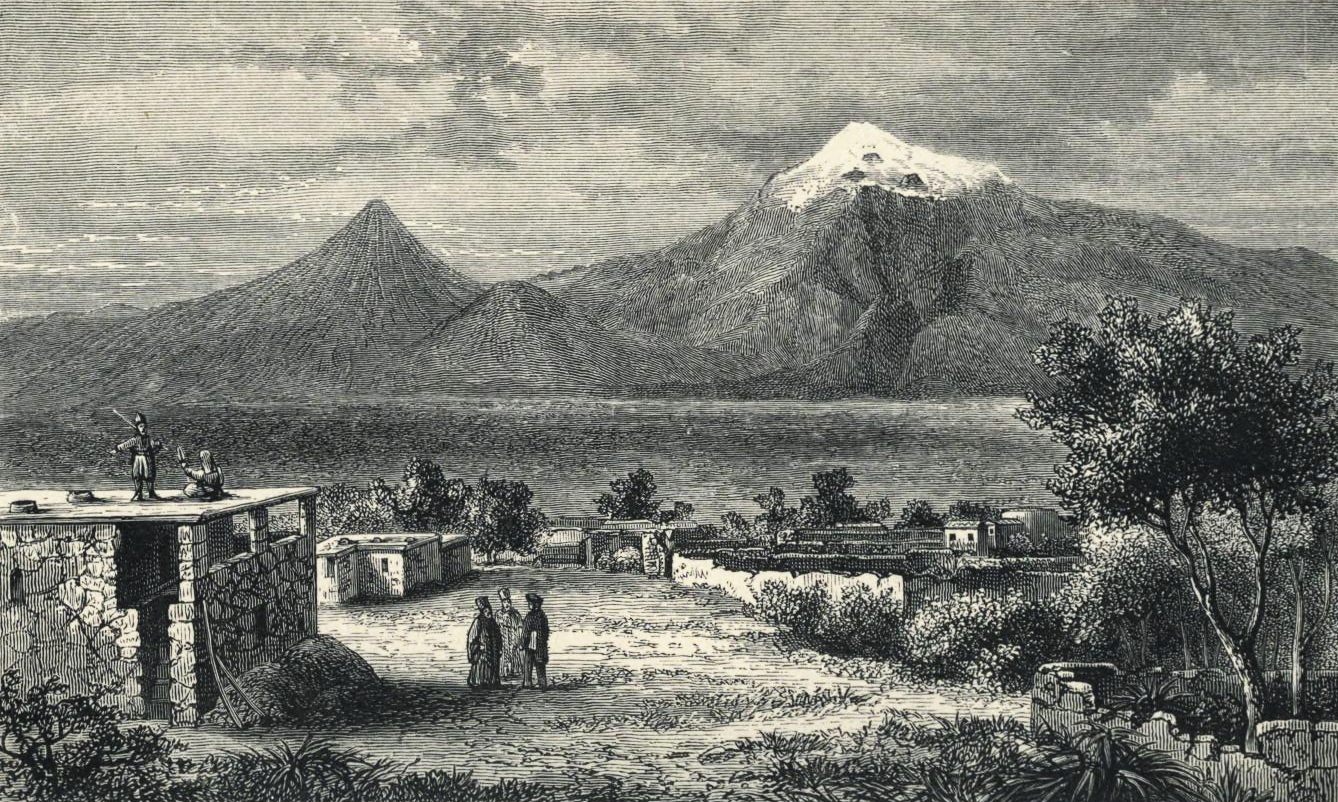
Джеймс Брайс, 1877
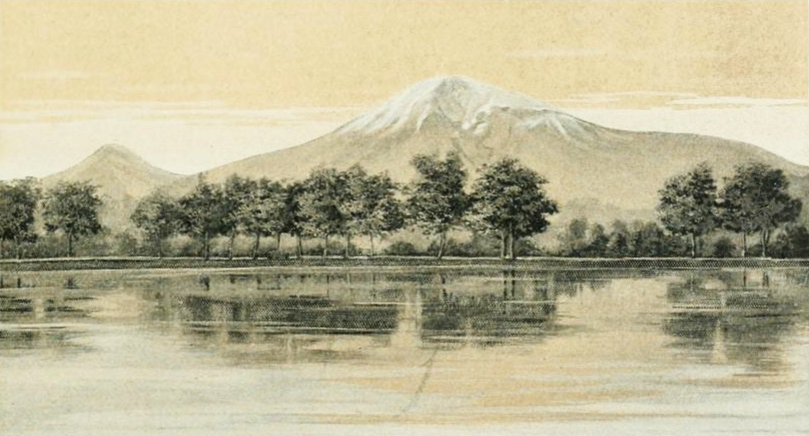
Х. Ф. Б. Линч[англ.], 1901
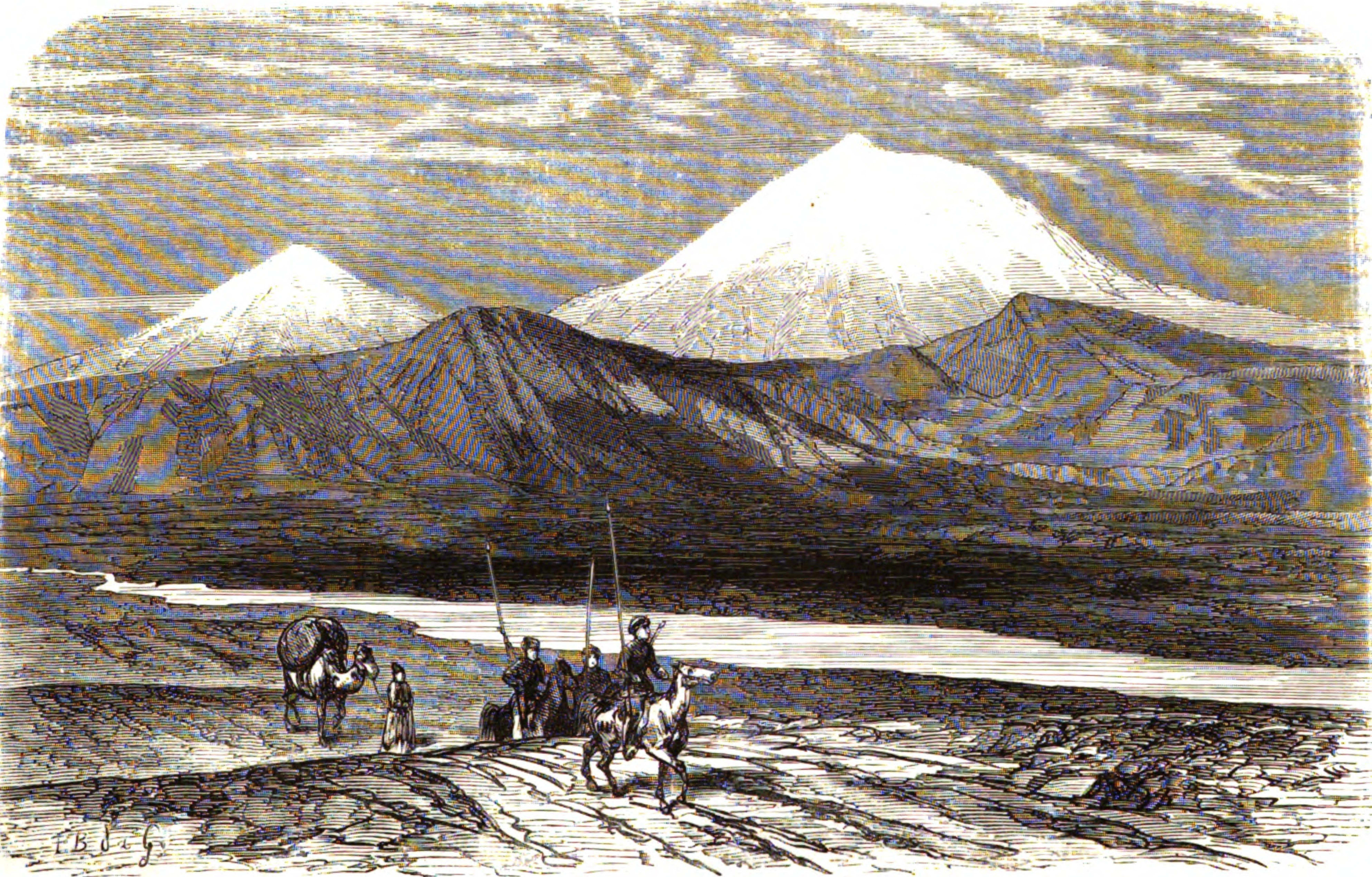
Флориант Гиль, 1859

Армянское
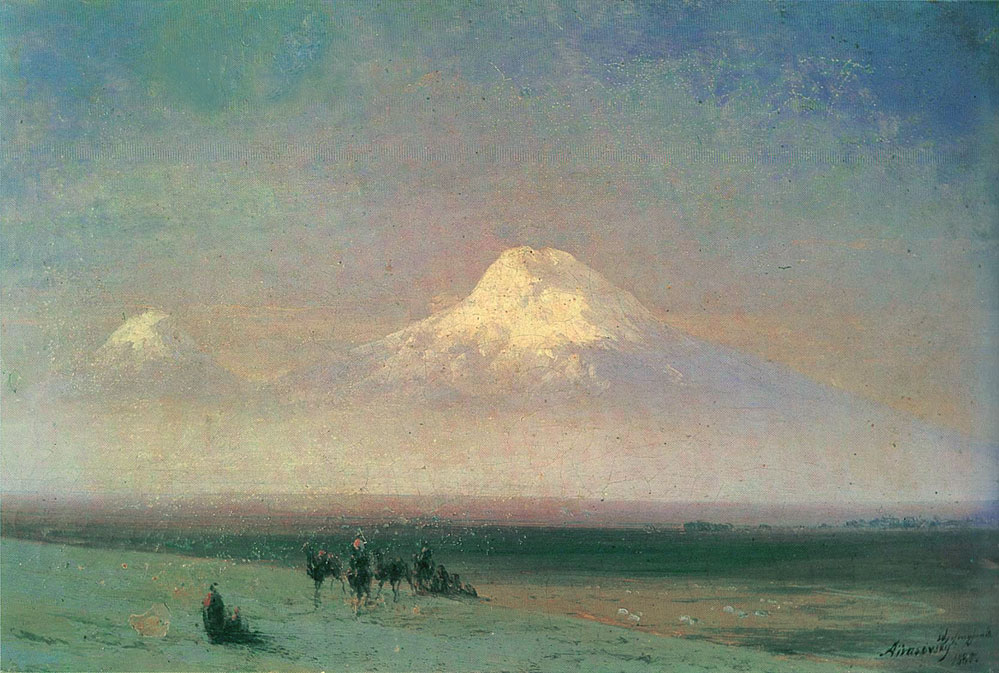
Иван Айвазовский, Долина горы Арарат, 1882
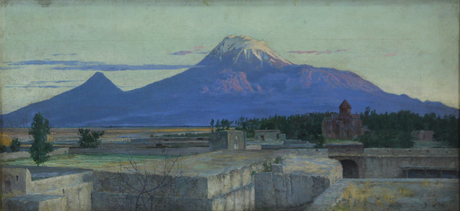
Егише Тадевосян, Арарат из Эчмиадзина, 1895
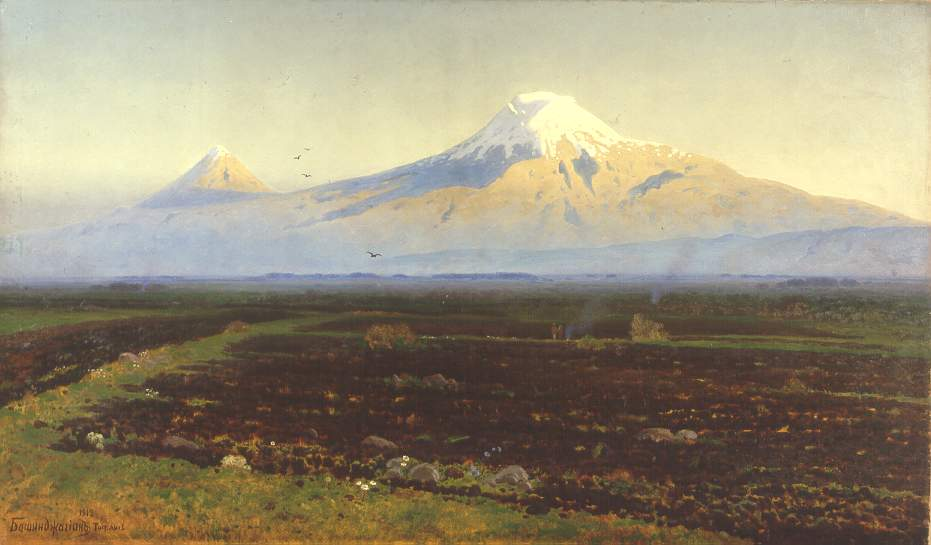
Геворк Башинджагян, 1912
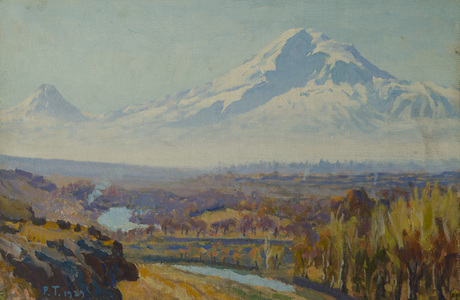
Фанос Терлемезян, 1929
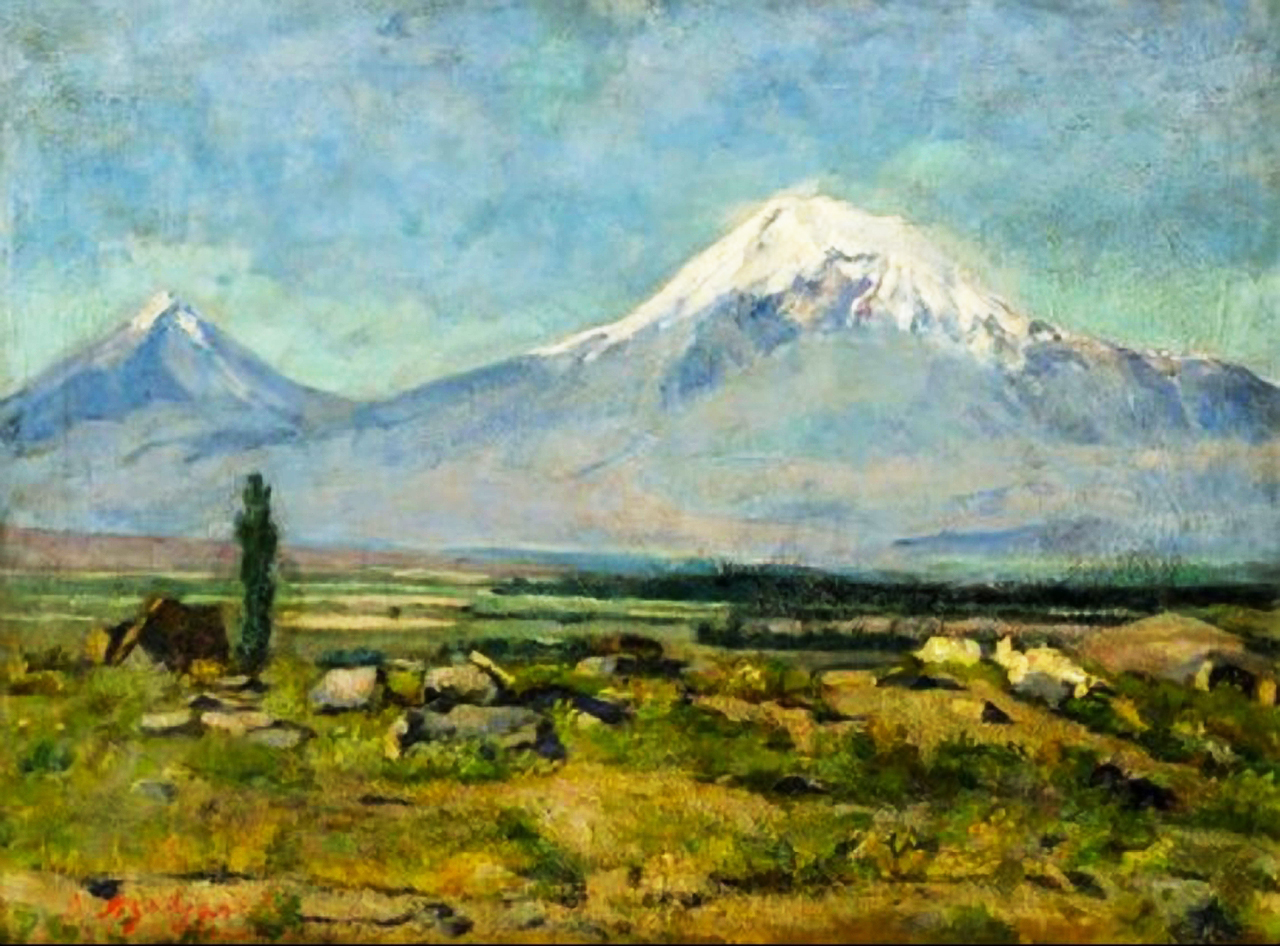
Степан Агаджанян, Арарат и Араратская долина, 1934

Азербайджанское
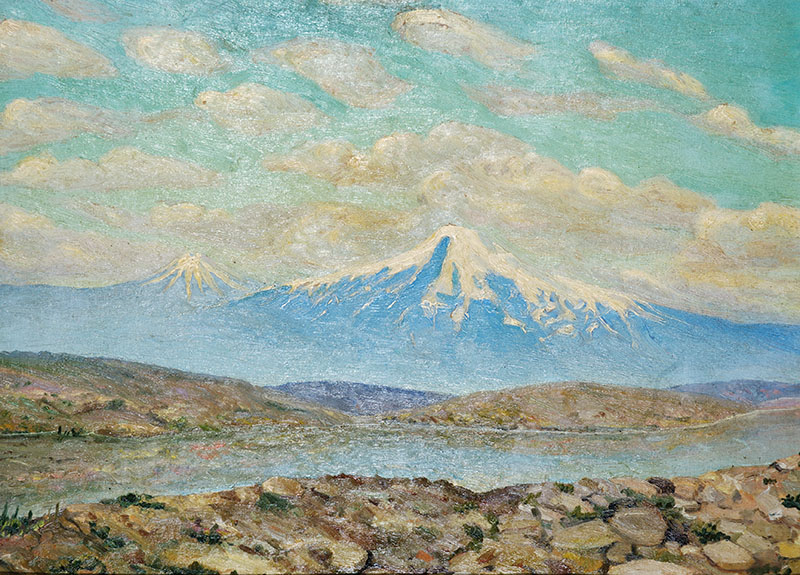
Бехруз Кенгерли, Снежные горы, 1916

Русское
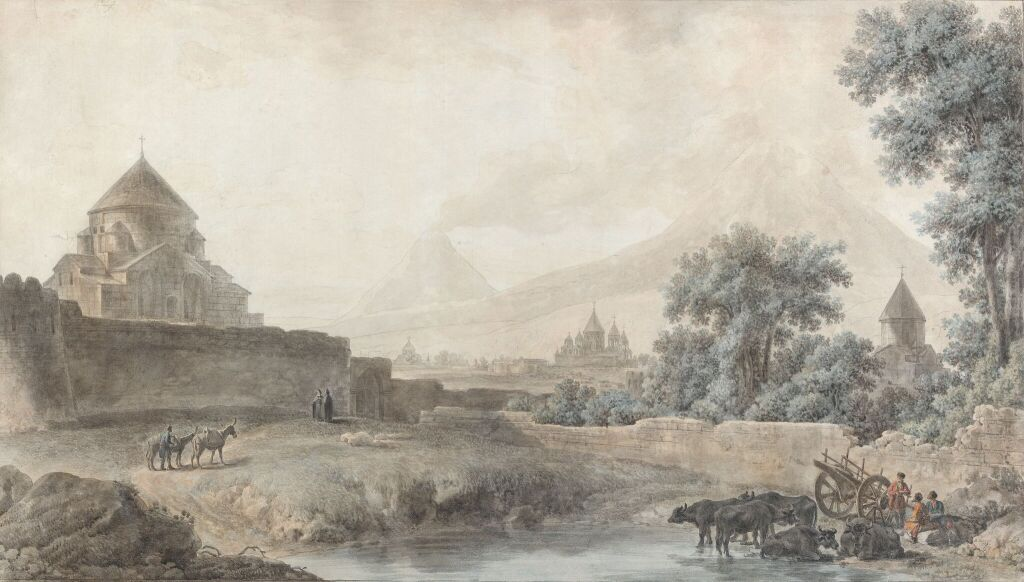
Михаил Иванов, Вид трёх церквей на фоне горы Арарат в Армении, 1783

### Фотографии

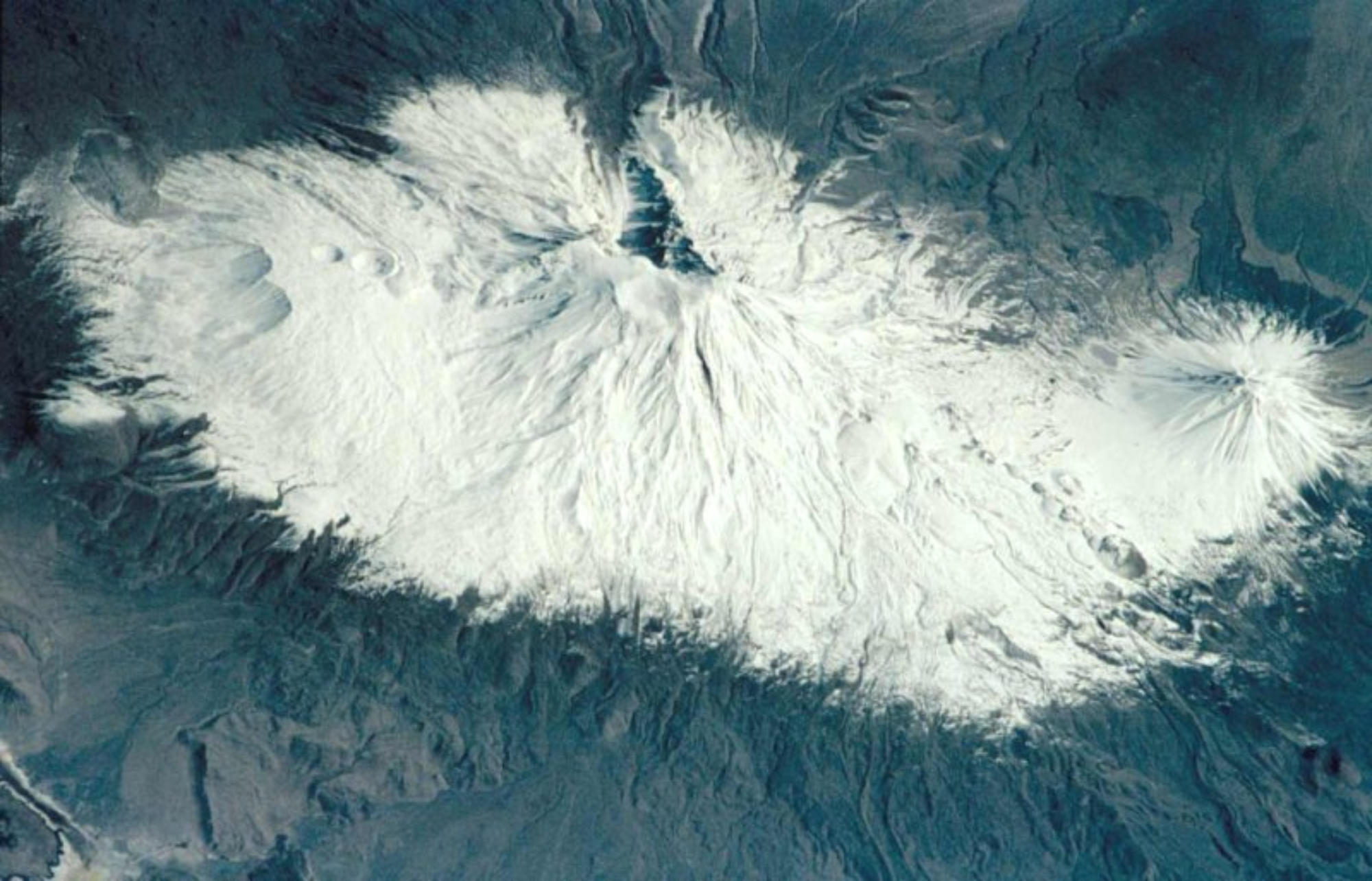
Сфотографировано из космического челнока 18 марта 2001 года
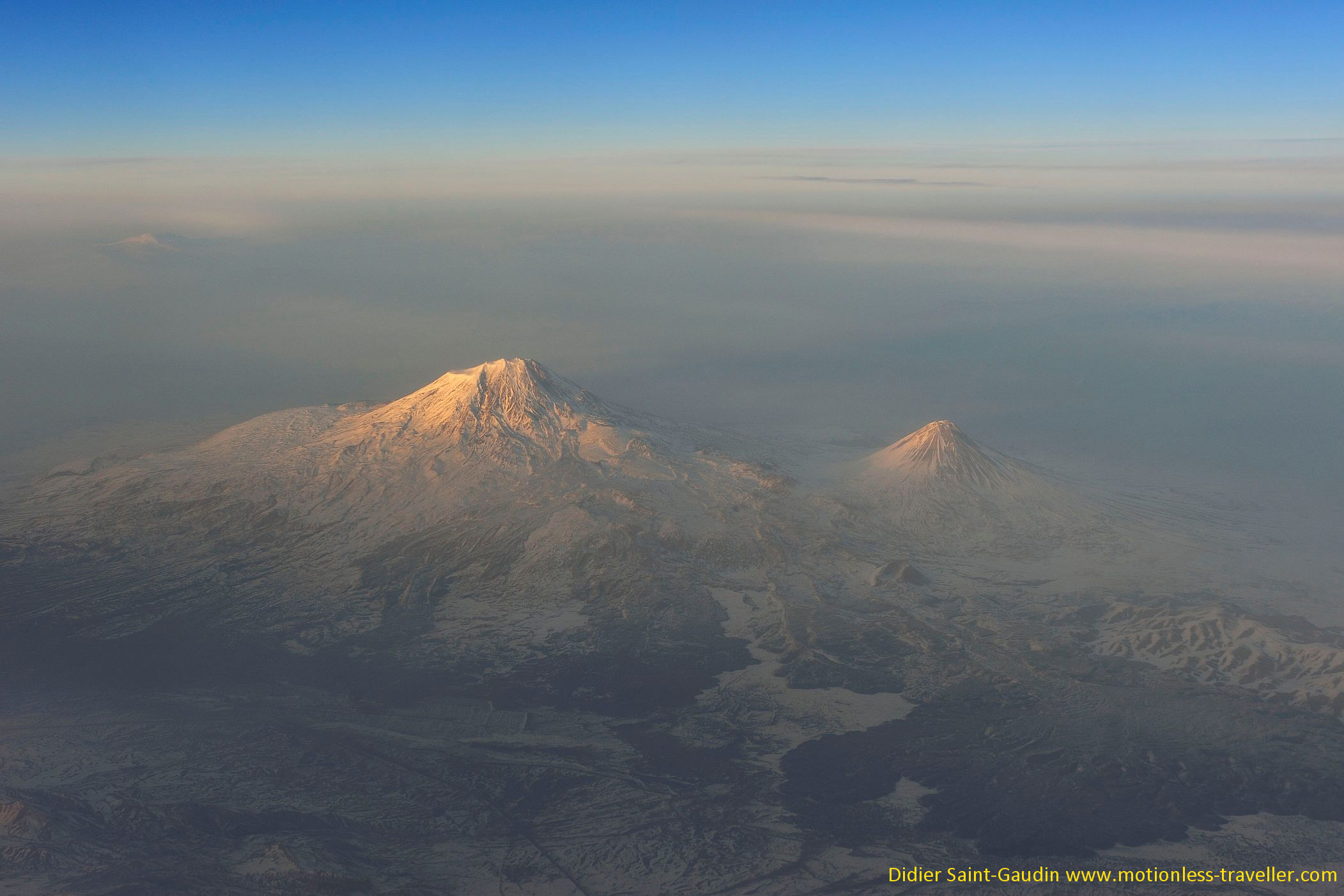
Вид с высоты со стороны Турции
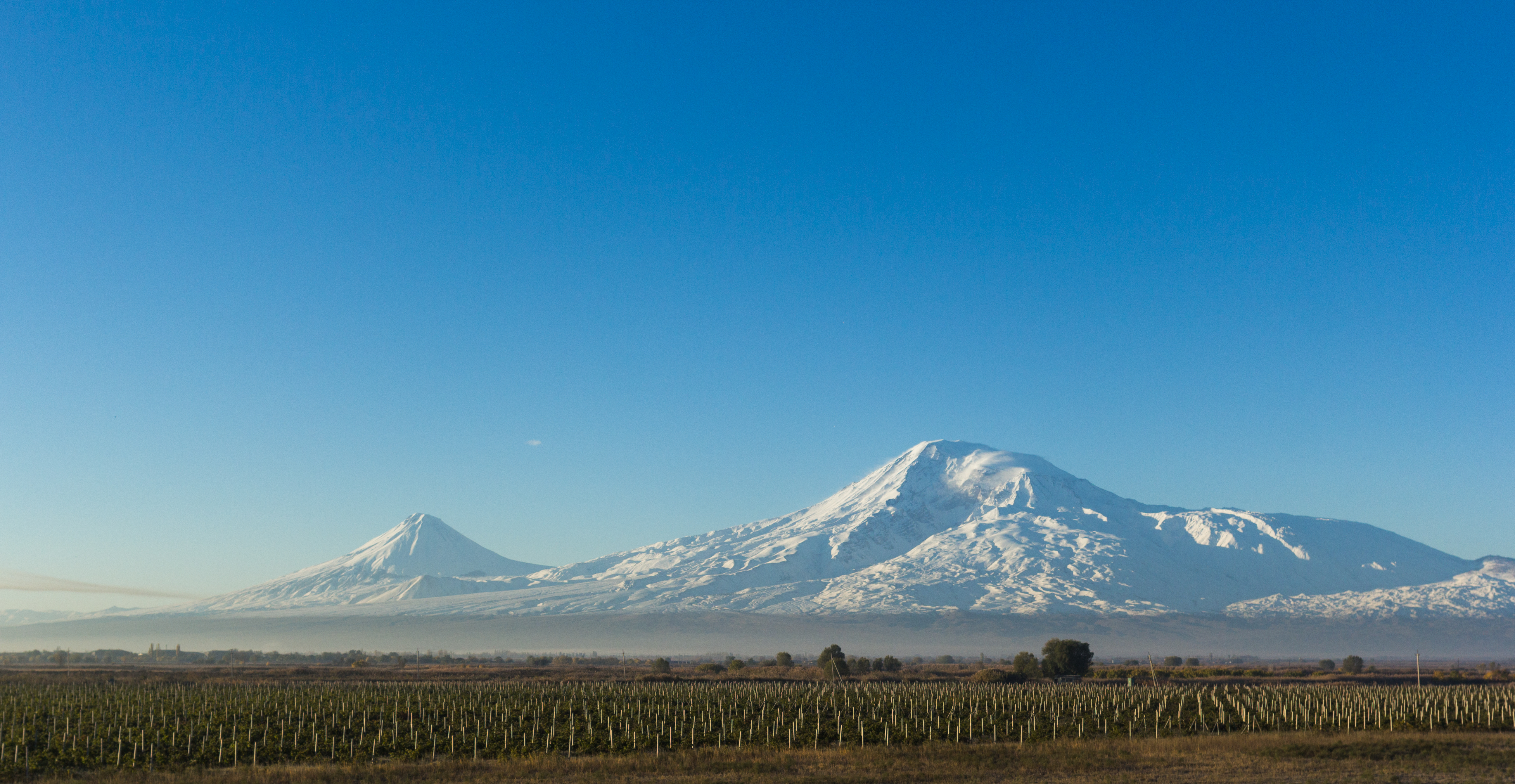
Вид на Арарат с Араратской равнины, Армения
Вид на Большой и Малый Арарат со стороны Армении
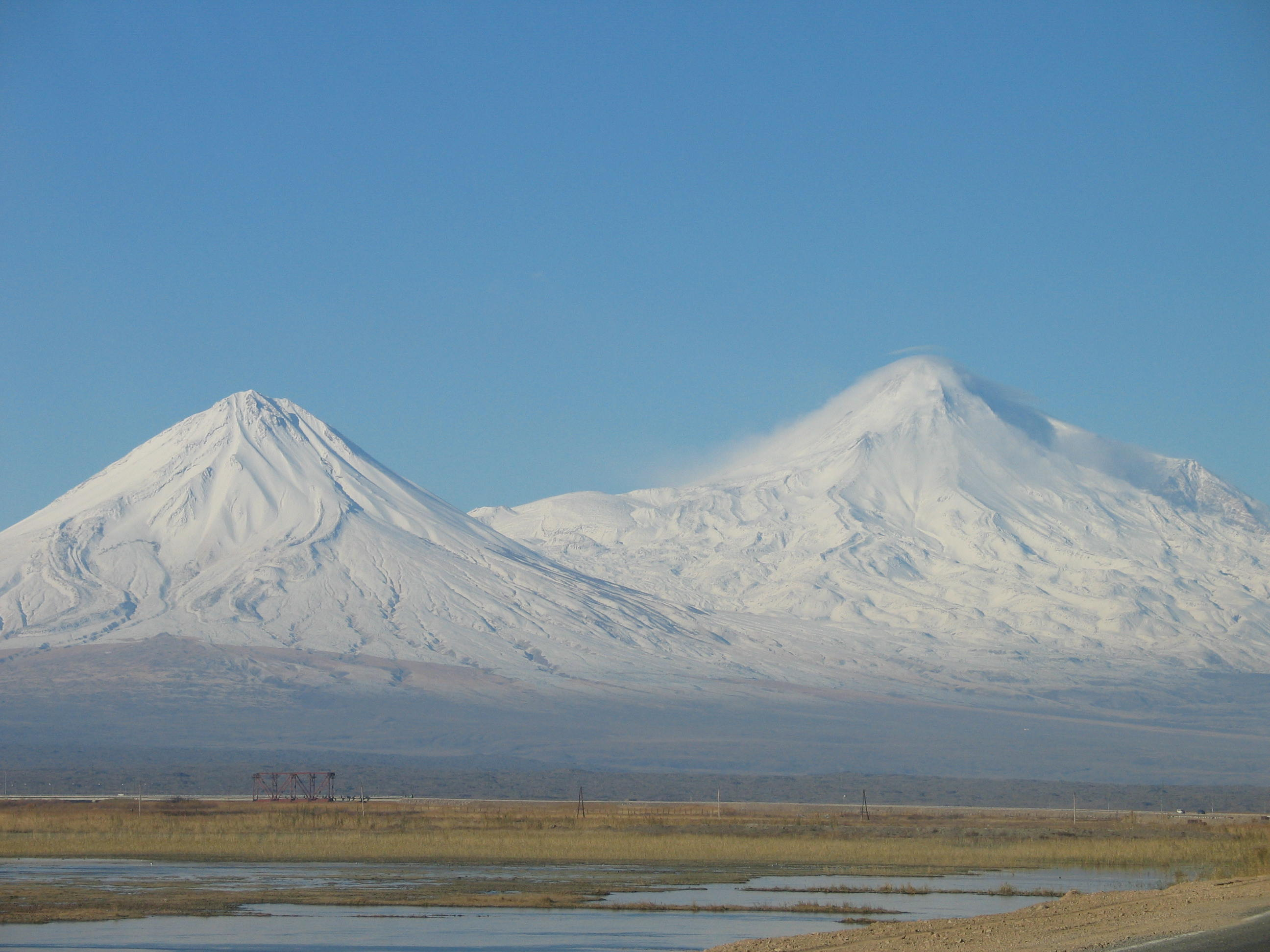
Из Нахичевани